# Stephan Starischka
Stephan Starischka (* 25. Februar 1946 in Hanau) ist ein deutscher Sportwissenschaftler.

## Laufbahn
Starischka ging in Hanau zur Schule und machte 1966 sein Abitur. Von 1966 bis 1972 studierte er Leibeserziehung, Biologie und Pädagogik an der Johann-Wolfgang-Goethe-Universität in Frankfurt am Main. Er war anschließend als wissenschaftlicher Mitarbeiter an der Frankfurter Universität sowie als Lehrer für Sport und Biologie an einer Hanauer Schule tätig. Im Dezember 1977 schloss Starischka seine Doktorarbeit im Fach Erziehungswissenschaften mit einer biomechanischen Arbeit bei Rainer Ballreich (Zur Optimierung motorischer Fertigkeiten aus dem Bereich der technisch-kompositorischen Sportarten) ab.
Es folgten unter anderem weitere Lehraufträge an der Johann-Wolfgang-Goethe-Universität, 1981 trat er eine Professorenstelle für Sportwissenschaft an der Technischen Universität Dortmund an. Diese hatte er bis 2011 inne.
Starischka war zwischen 1989 und 1992 Dekan des Fachbereichs 16 an der Dortmunder Universität sowie von 1992 bis 1994 Geschäftsführender Direktor des Instituts für Sport und seine Didaktik.
Von 1975 bis 1981 war er als Referent des Bundesausschusses Leistungssport der Geschäftsführende Redakteur der Zeitschrift Leistungssport, ehe er nach seiner Berufung von 1981 bis 2011 dem ehrenamtlichen Redaktionskollegium derselben Zeitschrift angehörte, zudem hatte er mehrere Ämter beim Deutschen Sportbund (DSB) inne (unter anderem von 1985 bis 1995 Mitglied der Koordinierungskommission der Trainerakademie des DSB; von 1983 bis 1988 Mitglied der Unterkommission ‘Trainingssteuerung’). Zwischen 1986 und 2005 saß Starischka im Aufsichtsausschuss des in Dortmund angesiedelten Olympiastützpunktes. Von 2006 bis 2010 war er Mitglied des Wissenschaftlichen Beirats des Bundesinstituts für Sportwissenschaft, Bonn (BISP).
2010 wurde Starischka mit dem Lehrpreis der TU Dortmund ausgezeichnet.
Zu den Schwerpunkten Starischkas sportwissenschaftlicher Arbeit gehörten Trainingsaspekte wie Konditionstraining, Trainingsplanung und Fitnesstraining. Zu diesen Themen veröffentlichte er als Allein- oder Mitverfasser mehrere Bücher. Darüber hinaus beschäftigte er sich unter anderem auch mit dem Thema Talentsuche und -förderung.